# Erik Zabel
Erik Zabel (født 7. juli 1970 i Berlin) er en tysk tidligere cykelrytter, der kørte for holdet T-Mobile Team fra 1993 til 2005. Senere kørte han for Milram.
Han har tidligere været den bedste sprinter i feltet og har vundet pointkonkurrencen (den grønne trøje) 6 år i træk 1996 – 2001i Tour de France. I 2006 sluttede han på en 2. plads ved VM.
Den 24. maj 2007 afholdt Erik Zabel en pressekonference, hvor han indrømmede at have brugt doping i en uge under Tour de France i 1996.[kilde mangler] Erik Zabel sagde på pressekonferencen, at han indtog EPO som et forsøg, men at han selv afbrød misbruget efter en uge, på grund af bivirkninger.[kilde mangler]